# As Três Marias (telenovela)
As Três Marias é uma telenovela brasileira produzida e exibida pela TV Globo de 10 de novembro de 1980 a 16 de maio de 1981, em 156 capítulos. Substituiu Marina e foi substituída por Ciranda de Pedra, sendo a 21ª "novela das seis" exibida pela emissora.
Baseada no romance de mesmo título de Rachel de Queiroz, foi escrita por Wilson Rocha até o capítulo 25, e, posteriormente, por Walther Negrão, sob direção geral de Herval Rossano.
Contou com as atuações de Nádia Lippi, Glória Pires, Maitê Proença, Kadu Moliterno, Edney Giovenazzi, Edwin Luisi, João Paulo Adour e Marco Nanini.

## Enredo
Baseada no romance de Rachel de Queiroz, a novela retrata a amizade entre três mulheres que se conheceram na Suíça durante seus tempos de estudantes. Maria José (Gloria Pires) é uma jovem que lida com dificuldades em sua vida pessoal, devido a conflitos entre seus pais. Maria da Glória (Maitê Proença) é uma mulher solitária e reprimida após a morte de seu pai, a pessoa a quem mais amava. Maria Augusta (Nádia Lippi), por outro lado, é a mais madura das três e tem um bom relacionamento com sua família, mas também lida com a ausência dos pais. Quando elas se reencontram anos depois no Rio de Janeiro, por meio de uma ex-colega, Teresa (Kátia D'Angelo), elas encontram conforto e apoio umas nas outras. No entanto, a situação se complica quando todas se apaixonam pelo mesmo homem, o publicitário Lucas (Kadu Moliterno), e todas elas já estão comprometidas.

## Elenco
| Ator                 | Personagem                       |
| -------------------- | -------------------------------- |
| Glória Pires         | Maria José (Jô)                  |
| Nádia Lippi          | Maria Augusta (Guta)             |
| Maitê Proença        | Maria da Glória (Glorinha)       |
| Kadu Moliterno       | Lucas                            |
| Marco Nanini         | Aluísio                          |
| Edney Giovenazzi     | Raul Torreão                     |
| Edwin Luisi          | Davi                             |
| João Paulo Adour     | Afonso                           |
| Kátia D'Angelo       | Teresa                           |
| Mauro Mendonça       | Conrado                          |
| Elizabeth Hartmann   | Lourdes                          |
| José Augusto Branco  | Ramiro                           |
| Jacqueline Laurence  | Alzira                           |
| Elizabeth Gasper     | Dona Júlia                       |
| Patrícia Bueno       | Fernanda                         |
| Reinaldo Gonzaga     | Augusto                          |
| Ana Ariel            | Dona Luísa                       |
| Roberto de Cleto     | Dr. Jesuíno Macedo               |
| Carlos Kroeber       | Olímpio                          |
| Ana Lúcia Torre      | Norma                            |
| Joyce de Oliveira    | Ruth                             |
| Dênis Derkian        | Antônio                          |
| Érika Kupper         | Cissa                            |
| José de Abreu        | Leonel                           |
| Clarisse Derziê Luz  | Jandira                          |
| Moacyr Deriquém      | Dr. Hélio Rodrigues              |
| Ivan de Almeida      | Milton Silva / Palhaço Periquito |
| Edson Silva          | Genésio                          |
| Heloísa Raso         | Violeta                          |
| Mônica Torres        | Ester                            |
| Antônio Carlos Pires | Dr. Jorge Guimarães              |
| Lícia Magna          | Lucila                           |
| Jorge Cherques       | Delegado Damasceno               |
| Felipe Donavan       | Rui                              |
| Darcy de Souza       | Dona Carmela                     |
| Luís Filipe de Lima  | Luciano                          |
| Beate Hanslin        | Lucila                           |
| Sidney Marques       | Negativo                         |
| João Batista Vieira  | César                            |
| Marcelo Diamond      | Marcelo                          |
| Peter Maciel         | Rodrigo                          |
| Márcio Cardoso       | Jorge                            |
| Alessandro Horácio   | Eduardo                          |
| Beth Castro          | Clarisse                         |
| Cinira Camargo       | Sandra                           |
| Euclides Herzog      | Dublê de Marco Nanini            |
| Graziela Celentano   | Guta (criança)                   |
| Irene Alves          | Isilda                           |
| Márcia Couto         | Mãe de Guta                      |
| Marcus Todelo        | Dr. Vilhena                      |
| Mônica Serpa         | Ísis                             |
| Nara de Abreu        |                                  |
| Osmar de Mattos      | Cleber                           |
| Vanda Costa          | Wanda                            |
| Wilma Dias           | Débora                           |
| Wilson Müller        |                                  |
| Wilson Viana         |                                  |

### Participação especial
| Ator                    | Personagem             |
| ----------------------- | ---------------------- |
| Cláudio Corrêa e Castro | Jonas Freitas da Silva |
| Glauce Graieb           | Aurinívea              |

## Produção
No romance original, as protagonistas estudavam no Brasil. Já nesta versão elas estudavam na Suíça, sendo esse um dos pontos que distanciou a novela da grande realidade brasileira.
Para a gravação das cenas de voo livre de Aloísio, o personagem de Marco Nanini contou com o trabalho do dublê Euclides Herzog. O cenário escolhido para representar o Colégio Vilmont, na Suíça, foi o Hotel Bucsky, na cidade de Nova Friburgo, no Rio de Janeiro. Várias gravações foram realizadas em restaurantes do Rio de Janeiro, como o Mistura Fina, Antiquarius, Antonio’s, Giardino, Real Astoria, Helsingor e Chico’s Bar, nos clubes Caiçaras, Hípica e Gávea Golf; e nas igrejas Santa Teresina, Santa Mônica e da Reitoria.
As Três Marias começou a ser escrita por Wilson Rocha, mas, no decorrer da trama, ele se desentendeu com o diretor Herval Rossano e deixou a novela. Foi substituído por Walther Negrão. Walther Negrão foi chamado para mudar o roteiro da novela, que não estava chamando a atenção dos telespectadores. A solução foi transformar a história em uma trama policial, matando os personagens Teresa (Kátia D'Angelo), Antônio (Denis Derkian) e Macedo (Roberto de Cleto) e deixando a identidade do assassino em segredo, revelando-a só no último capítulo. A personagem Maria da Glória foi a primeira participação da atriz Maitê Proença em novelas da Globo.
O ator Osmar de Mattos morreu num acidente de automóvel na época das gravações de As Três Marias. Todas as cenas gravadas por ele como Cléber, namorado de Ciça (Érika Kupper), foram ao ar, mostrando assim seu último trabalho. Sua participação na novela se deu até o quinto capítulo.

## Exibição
Foi reexibida pelo Vale a Pena Ver de Novo de 9 de agosto a 1 de outubro de 1982, substituindo Marron Glacê e sendo substituída por A Moreninha, em 40 capítulos.

## Trilha sonora
1. "Meninas do Brasil" - Moraes Moreira[5]
2. "Cicatrizes" - Joanna[5]
3. "Rua Ramalhete" - Tavito[5]
4. "Bons Ventos" - João Nogueira[5]
5. "Coração" - Glória Pires[5]
6. "Canção de Verão" - Roupa Nova[5]
7. "Eu e a Brisa" - Baby Consuelo[5]
8. "Três Marias" - Olívia Hime[5]
9. "Two Kites" - Tom Jobim[5]
10. "All Of Me" - Miúcha[5]
11. "Sexto Sentido" - Fafá de Belém[5]
12. "Tanto Que Aprendi de Amor" - Fátima Guedes[5]
13. "Fonte da Saudade" - Kleiton & Kledir[5]
14. "Caso de Amor" - Terezinha de Jesus[5]

- Sonoplastia: Sérgio Cuíca
- Produção musical: Geraldo Vespar e Octávio Burnier
- Direção de produção: Guto Graça Mello
- Pesquisa de repertório: Arnaldo Schneider e Lulu Santos